# Leštane
Leštane (em cirílico:Лештане) é uma vila da Sérvia localizada no município de Grocka, pertencente ao distrito de Belgrado, na região de Šumadija. Possuía uma população de 9740 habitantes segundo o censo de 2009.

## Demografia
| 1948 | 1953 | 1961  | 1971  | 1981  | 1991  | 2002  |
| ---- | ---- | ----- | ----- | ----- | ----- | ----- |
| 939  | 992  | 1 131 | 1 485 | 4 096 | 7 109 | 8 492 |